# Бодене (Атырауская область)
Бодене́ (каз. Бөдене) — аул в Индерском районе Атырауской области Казахстана. Административный центр Боденевского аульного округа. Находится на левом берегу реки Урал, на расстоянии примерно 17 км к юго-юго-западу (SSW) от посёлка Индерборский, административного центра района. Код КАТО — 234033100.

## Население
В 1999 году население аула составляло 1449 человек (734 мужчины и 715 женщин). По данным переписи 2009 года, в ауле проживало 1476 человек (754 мужчины и 722 женщины).